# Węgorzyce (jezioro)
Węgorzyce – jezioro w województwie zachodniopomorskim, w powiecie goleniowskim, w gminie Maszewo, położone na Równinie Nowogardzkiej.
Powierzchnia jeziora wynosi 7,30 ha. Według typologii rybackiej jest to jezioro karasiowe.
Wschodni brzeg porasta niewielki las. Ok. 2 km na północny wschód leży osada Węgorzyce, natomiast na południowym zachodzie (także ok. 2 km) – osada Maciejewo.